# Balázs-Arth Valéria
Balázs-Arth Valéria (Szabadka, 1956. április 4. –) vajdasági magyar művelődéstörténész, lexikográfus, művészeti szakíró, szerkesztő, fordító.

## Életpályája

### Családja
Szülei Art János vegyész, Kurai Mária könyvelő. Férje Balázs Gábor okl. villamosmérnök. Gyermekei: Zita (1987) közgazdász, Lili (1993) közgazdász.

### Tanulmányai
Az általános iskolát és a gimnáziumot (1975) szülővárosában végezte. Az Újvidéki Egyetem Bölcsészettudományi Karának Magyar Tanszékén tanári és fordítói oklevelet (1981), magiszteri fokozatot (1991, dolgozatának címe: Szövegtípus – szövegszerkezet – fordítás), A bácskai magyar sajtó és könyvkiadás irodalmi vetületei az 1947–1952 közötti időszakban disszertációjával az irodalomtudomány doktora fokozatot szerzett (2016).
2007–2009 között elvégezte a Pázmány Péter Katolikus Egyetem Történelemtudományi/Régiótörténeti Doktori Iskoláját. Doktori disszertációját megírta, de nem adta be.

### Munkahelyei
Szabadkán középiskolai tanár (1981–1983), majd egy koncepciós politikai ügy miatt el kellett jönnie az iskolából, és a tanítástól is eltiltották (bár erről semmilyen írást nem kapott, de hogy érvényben volt, azt későbbi eredménytelen álláskeresései bizonyították). Ezt követően a polgármesteri hivatal szakszolgálatának fordítója (1983–1991), közben az Újvidéki Egyetemen több tudományos projektben is részt vett Papp György nyelvész irányításával (pl. Magyar-szerbhorvát szótár munkatársa volt, 1990–1991, a délszláv háború miatt abbamaradt a munka).  
Az ELTE Névtani Tanszékével együttműködve részt vett a Hajdú Mihály nevéhez köthető névtani kutatásokban, konferenciákon, több tanulmány szerzője. Fordított az újvidéki Tankönyvkiadónak egy középiskolai és öt általános iskolai tankönyvet, továbbá folyóiratcikkeket, katalógusokat, valamint a jagodinai Naiv Művészetek Múzeuma által kiadott Kalmár Ferenc-monográfiát (2009).  
A délszláv háború kitörésekor munkahelyéről elbocsátották (1991), ekkor Budapestre költözött, ahol 1992-től szerkesztőként és szócikkíróként dolgozott. A Magyar színházművészeti lexikon után a 19 kötetes Révai Új Lexikona szerkesztője, délvidéki szakszerkesztője és szócikkírója; a magyarországi délszláv nemzetiségek szócikkeinek szerzője és szerkesztője. A Keskenyúton Délvidéki Tragédiánk 1944–45 Alapítvány szakértői testületének tagja. 

## Munkássága
Szakterülete: nyelvészet, délvidéki irodalom- és művelődéstörténet, a délvidéki magyarok és németek története, délvidéki magyar képzőművészet, magyar-szerb kapcsolattörténet.
Szerb nyelvből szakfordításokat készített.
Szócikkíróként és szerkesztőként közreműködött a Magyar színházművészeti lexikon (1994, főszerk. Székely György), a Révai új lexikona (1996–2009, főszerk. Kollega Tarsoly István), a Kortárs magyar írók, 1945–1997. Bibliográfia és fotótár (1998–2000), a Kortárs magyar művészeti lexikon (1999–2001), az Új magyar életrajzi lexikon (2001–2007, főszerk. Markó László), a Humorlexikon (2001), a Magyar múzeumi arcképcsarnok (2002) munkálataiban.
A Babits Kiadó (1997–2000) és a Tarsoly Kiadó szerkesztője (2000–2006).
Botlik József Eltitkolt népirtás c. könyvének (Keskenyúton Délvidéki Tragédiánk 1944–45 Alapítvány, Bp., 2023) egyik szerkesztője.

## Lexikográfusként
Több mint harmincöt lexikon-kötet anyagának szerkesztésében, írásában vett részt. 
Több ezer délvidéki szócikk anyagát gyűjtötte össze és írta meg. A Közép-Európai Kulturális Intézet délvidéki programjainak egyik szervezője, kiállítások kurátora. A Magyar Képzőművészek és Iparművészek Szövetsége küldöttgyűlésének tagjaként több magyarországi–szerbiai cserekiállítás rendezésében közreműködött. A jagodinai 14. Naiv és Marginális Művészeti Biennále zsűrielnöke (2009). 
Szócikkíróként és szerkesztőként közreműködött a Magyar színházművészeti lexikon (1994), a Révai új lexikona (1996–2008), a Révai Új Lexikona Kiegészítés (2009), a Kortárs magyar írók, 1945–1997. Bibliográfia és fotótár (1998–2000), a Kortárs magyar művészeti lexikon (1999–2001), az Új magyar életrajzi lexikon (2001–2007), a Humorlexikon (2001), a Magyar múzeumi arcképcsarnok (2002) munkálataiban.
Az újvidéki Szerb Matica (Matica srpska) külső munkatársa, a Matica kiadásában megjelenő Leksikon pisaca Srbije (Szerbiai írók lexikona) VI. kötetében a vajdasági magyar írók szócikkeinek szerzője (2005–2006).

### Délvidéki magyar képzőművészeti lexikon
Mintegy tíz év munkájának eredménye önálló lexikona, a Délvidéki magyar képzőművészeti lexikon, melynek szerzője, szerkesztője és egyben képszerkesztője (2007). A lexikon a XX. századi délvidéki – azaz a történelmi Magyarország I. világháború után leválasztott déli részein, majd a volt Jugoszlávia, később Szerbia, azon belül a Vajdaság, valamint Horvátország és Szlovénia területén született, élt vagy ma is ott élő, illetve onnan származó és pályájukat külföldön folytató magyar képzőművészek (festőművészek, grafikusok, szobrászok, keramikusok, iparművészek, grafikai formatervezők, díszlet- és jelmeztervezők, divattervezők, fotográfusok stb.) életét és pályáját; a délvidéki magyar képzőművészettel foglalkozó művészettörténészeket, művészeti írókat, képzőművészeti filmek rendezőit; illetve a képzőművészetről rendszeresen publikáló (többségükben) irodalmárokat mutatja be 402 részletes szócikkben. Ezért a könyvéért kapta meg (pályázás nélkül) a Magyar Művészeti Akadémia alkotói ösztöndíját (2019/2020).
A budapesti, Módos Péter vezette Közép-Európai Kulturális Intézet (KeKI, Budapest Rákóczi út 15.) délvidéki programjainak egyik szervezője, kiállítások kurátora (2007–2013).
- Borislav Pekić szerb író (1930–1992) emlékkiállítása (a Belgrádi Városi Könyvtár kiállítása, magyar nyelvű adaptáció Lastić Pero
- A történelem tanúja, beszélgetés Borbándi Gyulával (2008. március 12.)
- Muravidék: kultúrák keresztútján (2008. május 17.)
- Dubrovnik Budapesten – beszélgetés Ivica Prlenderrel, a Dubrovniki Nyári Játékok igazgatójával – Dubrovniki Nyári Játékok kiállítás (2008. március)
- Milorad Pavić irodalmi estje 2009. december 17. – Milorad Pavić műveinek magyar vonatkozásai.
- A Kultúrák találkozása rendezvénysorozatban a Zenta szerepe a magyar történelemben és kultúrában (2010)
- A horvát-magyar (kulturális) kapcsolatok egy könyv apropóján (Kiss Gy. Csaba: Ariadné, avagy bolyongások könyve) – Csordás Gábor, Kiss Gy. Csaba, Végel László (2008. december 3.)
- Kéznyújtás a szomszédoknak című rendezvénysorozat első programja. Todor Manoilovics-emlékest Emlékezés arra a bánsági irodalmárra, aki egyaránt otthon volt a magyar, a szerb és a román kultúrában Előadók: Brindula Arrianca (Bukarest) Pomogáts Béla JH Szekernyés János (Temesvár) Gojko M. Tisic (Belgrád) Végel Lásló (Újvidék) Együttműködve a Főváros Szerb Önkormányzattal. (2009. március 11.)
- Közép-Európa húsz év múlva nemzetközi konferencia (Budapest, 2009. dec. 12., 13.)
- Közép-Európai Kulturális Intézet igazgatójának és munkatársainak zentai látogatása (2010. április 3–5.)
- Közép-Európai Kulturális Intézet igazgatójának és munkatársainak szabadkai látogatása (2010. szeptember 16.)
- Duna-nap Vukováron 2011. május 19.: Hidak – Korok – Budapest kiállítás (26 pannó) – kiállításrendezés Vukováron
- A Duna összeköt. A kulturális együttműködés lehetőségei a Duna Stratégiában. Nemzetközi konferencia (A Szlovák Intézettel és az Osztrák Kulturális Fórummal közös szervezésben.)
- A palicsi kék vázákról Budapesten, a Közép-európai Kulturális Intézet bemutatja Boško Krstić a palicsi kék vázákkal foglalkozó kötetét, Az azúr őrzőinek legendáját
- Kultúra, identitás, Közép-Európa nemzetközi fórum és konferencia. Közép-európai Kulturális Intézet (2013. május 16.)

## Főbb művei

### Önálló kötetek
- Balázs Art Valéria: Szabadka (Subotica) keresztnevei, 1986; ELTE, Budapest, 1991 (Magyar személynévi adattárak)
- Vajdasági íróportrék. Penovác Endre és Szajkó István rajzai. Kiállítás a Petőfi Irodalmi Múzeumban, 1993. június 3.–szeptember 30.; szemelvényvál., jegyz. Balázs Arth Valéria, kiállításrend., képanyagvál. Baranyi Anna; PIM–Forum, Budapest–Újvidék, 1993[3]
- Délvidéki magyar képzőművészeti lexikon; esszé Tolnai Ottó; Timp, Budapest, 2007[4]
- Kortárs magyar grafika. Galerija likovne umetnosti poklon zbirka Rajka Mamuzića, 15. jul.–10. avgust 2010 / Savremena mađarska grafika / Contemporary Hungarian graphic art; szöveg Balázs-Arth Valéria; Galerija likovne umetnosti poklon zbirka Rajka Mamuzića, Novi Sad, 2010

### Fordítások
- Higiénia és egészségnevelés. A szakirányú oktatás és nevelés egészségügyi szakának 3. oszt. 1. évf. számára; tan. Miomir Savićević et al., ford. Balázs Art Valéria; Egészségügyi Oktatási Központ–Tankönyvkiadó Intézet, Szabadka– Újvidék, 1982
- Kosta Bogdanović–Rajka Bošković: Képzőművészeti kultúra. Az általános iskolák 5. osztálya számára; ford. Balázs-Arth Valéria; Zavod za ud̂benike, Beograd, 2007
- Kosta Bogdanović–Rajka Bošković: Képzőművészeti kultúra. Az általános iskolák 6. osztálya számára; ford. Balázs-Arth Valéria; Zavod za ud̂benike, Beograd, 2008

### Online publikációk
- A jugoszláviai magyar és a szerb személynévkutatás (2005)
- https://hu.wikipedia.org/w/index.php?title=Bal%C3%A1zs-Arth_Val%C3%A9ria&veaction=edit
- Történelmi tudat – kulturális emlékezet. Konferencia Zentán (2007)
- Írótábor Magyarkanizsán 2008-ban (2008)
- Művészeink, tollforgatóink listája (A szlovéniai magyarság a lexikonokban – rádióinterjú, 2008. ápr. 19.)
- Kalmár Ferenc madárszobrai Budapesten (2010)
- Vajdasági képzőművészet a Délvidéki Magyar Képzőművészeti Lexikonban (2015)[5]
- Történelmi adósságunk cselekvő törlesztője. Interjú Cseresnyésné Kiss Magdolnával, a Keskenyúton Délvidéki Tragédiánk 1944–45 Alapítvány kuratóriumának elnökével (2017)

## Szervezeti tagságok
- Magyarságkutató Tudományos Társaság (Szabadka, 1991)
- Muravidék Baráti Kör Kulturális Egyesület (Pilisvörösvár, 1997)
- Magyar Könyvtárosok Egyesülete Műszaki Könyvtáros Szekció (2007)
- Magyar Képzőművészek és Iparművészek Szövetsége tagja (2008-tól), a Művészeti író szakosztály elnöke (2013-tól)
- Vajdasági Magyar Helytörténeti Társaság (2009)
- MTA Köztestület (2016)